# 小林美絵子
小林 美絵子（こばやし みえこ、旧姓：川村、1978年3月31日 - ）は、日本の元フリーアナウンサーで、派遣会社に所属する女性。東京都出身。身長153cm。

## 来歴・人物
- 青山学院大学文学部日本文学科卒業後アルバイトを経て、派遣会社で企業の受付等を行っている[1]。
- 大学在学中「川村 美絵子」の名でセント・フォースに所属し、1999年9月から2002年9月までの期間TBSテレビ『サンデーモーニング』のアシスタントを担当。「週刊御意見番」の専属アシスタントやスポーツコーナーのリポーターを担当し、卓球の福原愛選手などにもインタビューした。
- TBS『サンデー・ジャポン』のインタビューの中で、帰国したら『サンジャポ』のリポーターとして出演することを約束した[2]。ただし、2012年2月までの時点では出演の実績はない。

## 世界最高の仕事
オーストラリアのクイーンズランド州観光公社が主催する、ハミルトン島のアイランドケアテイカー職（島の管理人）の募集に応募し、世界中の約34,000人の応募者から最終選考の16人に残った。
アイランドケアテイカーの仕事はオーストラリアのハミルトン島に滞在し、島でのダイビング体験などを毎週ブログや動画で報告するというもので、半年間の報酬が15万オーストラリアドル（約1000万円）もらえるということから「ザ・ベスト・ジョブ・イン・ザ・ワールド（The Best Job In The World・世界最高の仕事）」と呼ばれている。
2009年5月6日、ハミルトン島で最終選考会が行われ、英国人の男性が島の管理人に決まった。
クイーンズランド州観光公社CEOは、3つの審査ポイントで島の管理人を決めたという。1つは、ブログを書くテクニカルスキル。2つ目は地元の人たちとコミュニケーションをとって情報を収集する能力。最後に、得た情報を世界に知らせる力だという。

### クイーンズランド州観光大使
2009年5月29日、クイーンズランド州観光公社より2009年6月1日から2010年5月31日までの1年間、クイーンズランド州観光大使として任命された。